# Pleikard Dietrich von Gemmingen
Pleikard Dietrich von Gemmingen (* 1689; † 1757) war pfälzisch-simmerischer Oberamtmann. In den Genuss dieses Postens kam er als Ausgleich für den Verlust der Burg Zwingenberg, auf die seine Frau Christine Dorothea Göler von Ravensburg Erbansprüche hatte.

## Leben
Er war ein Sohn des gleichnamigen Pleikard Dietrich von Gemmingen (um 1628/29–1695) aus dessen vierter Ehe mit Philippina Marie von Adelsheim.  
1711 heiratete er Christine Dorothea Göler von Ravensburg. Da sie eine Enkelin der letzten hirschhornschen Tochter war, erhob Pleikard Dietrich mit der Familie Göler von Ravensburg und der Familie Horneck von Hornberg Ansprüche auf Zwingenberg. Kurfürst Johann Wilhelm gab das hirschhornsche Lehen jedoch an die Grafen von Wiser, so dass ein langwieriger Prozess entbrannte, der für damalige Verhältnisse ungeheure Summen zum Gegenstand hatte. Der Streit führte schließlich 1746 zum Verkauf der Zwingenburg an Baden für 400.000 Gulden. Die hirschhornschen Erben bezifferten den ihnen entstandenen Schaden auf 527.000 Gulden. Zum Ersatz des Schadens ernannte der Kurfürst Pleikard Dietrich von Gemmingen zum Oberamtmann von Simmern, mit lebenslangen Bezügen und mit der Erlaubnis, die Amtsstelle zu einem beliebigen Preis an eine qualifizierte Person weiterzuveräußern.
1747 erwarb er verschiedene Güter für 9152 Gulden auf Wiederkauf von seinem Bruder Franz Reinhard (1692–1751), die dieser von dem gemeinsamen Vetter Johann Adam von Gemmingen (1686–1742) geerbt hatte.

## Familie
Er war ab 1711 verheiratet mit Christine Dorothea Göler von Ravensburg.
Nachkommen:
- Wilhelm Reinhard (1716–1762)
- Christ. Salome (1717–1781) ⚭ 1755 Joh. Fried. von Berlichingen
- Fried. Helene (1719–1754) ⚭ 1737 Joh. Fried. von Berlichingen
- Albertine Charlotte (1721–1784)
- Wilhelmine Juliane (1726–1804) ⚭ Hans Reinhard von Gemmingen-Widdern
- Eberhardine Johanna (1731–1755) ⚭ Sigmund von Gemmingen-Hornberg
- Friedrich Jakob (1712–1750) ⚭ Clara Friederike Greck von Kochendorf († 1777)